# 比利夫西克
46°58′55″N 35°0′20″E / 46.98194°N 35.00556°E
比利夫西克（烏克蘭語：Білівське）是位於烏克蘭東南部的村莊，由扎波羅熱州梅利托波爾區的新烏斯佩尼夫卡市鎮負責管轄。該村始建於1924年，面積1平方公里，海拔高度72米，2001年人口55，人口密度每平方公里57.3人。